# Antoon Anne van Andringa de Kempenaer
Antoon Anne van Andringa de Kempenaer (Leeuwarden, 3 december 1777 – Den Haag, 13 juni 1825) was een Nederlands jonkheer, bestuurder en politicus.

## Levensloop
Antoon van Andringa de Kempenaer werd geboren als een zoon van Regnerus Livius van Andringa de Kempenaer en Judith Elisabeth d'Arnaud. Hij studeerde Romeins en hedendaags recht aan de Hogeschool Groningen. Hij begon zijn carrière in 1807 als landdrost van Friesland (hoofd van het departement). Daarna was hij vrederechter te Lemmer. Van 1811 tot 1813 was hij werkzaam als lid van de algemene raad van Friesland en van 1813 tot 1814 was hij voorzitter van de arrondissementsraad van Sneek. Van 29 augustus 1814 tot september 1815 functioneerde hij als lid van de Provinciale Staten van Friesland. Van 2 oktober 1814 tot 1 september 1815 was hij lid van de Gedeputeerde Staten van Friesland en van 21 september 1815 tot 13 juni 1825 was hij lid van de Tweede Kamer der Staten-Generaal. Voor het departement Friesland was hij op 29 en 30 maart 1814 aanwezig bij de Vergadering van Notabelen. Van 29 juni 1816 tot 13 juni 1825 functioneerde hij als grietman van Lemsterland.

## Persoonlijk
Op 7 oktober 1798 te Groningen trouwde Van Andringa de Kempenaer met jonkvrouw Anna Maria Catharina Alberda van Ekenstein (dochter van Onno Reint Alberda van Ekenstein) en samen hadden ze twaalf kinderen. Twee zoons van hen waren Tjaard Anne Marius Albert van Andringa de Kempenaer en Onno Reint van Andringa de Kempenaer.